# Сколециаз
Сколециа́з (лат. scoleciasis) — энтомоз кишечника, вызванный личинками чешуекрылых (моль и бабочки).
Термин предложен Уильямом Кирби и Уильямом Спенсом в 1815 г.
Паразитирование личинок моли и бабочек (гусениц) носит характер редкого случайного паразитизма (так называемый ложный паразитизм), как и инвазия жуками (кантариаз), многоножками (myriapodiasis), которые также иногда факультативно паразитируют в кишечнике человека. Как и кантариаз, scoleciasis не имеет широкого распространения.
Известен случай инвазии кукурузным мотыльком Pyraustanubilalis.
Заражения личинками чешуекрылых выявлены у детей, которые ели сырую капусту и проглотили личинки капустницы Pieris brassicae.
Болезнь характеризуется длительным запором, вздутием живота, болью.